# Bertrand Layec
 (décembre 2011).
Si vous disposez d'ouvrages ou d'articles de référence ou si vous connaissez des sites web de qualité traitant du thème abordé ici, merci de compléter l'article en donnant les références utiles à sa vérifiabilité et en les liant à la section « Notes et références ».
Bertrand Layec (né le 3 juillet 1965 à Vannes) est un arbitre international français de football.

## Carrière
Bertrand Layec a été nommé arbitre de la fédération en 1990 et est parvenu en 1re division en 1998. Il a arbitré la finale de la Coupe de France de football 2002-2003 (Paris SG - Auxerre), la finale de la Coupe de Ligue 2006 (Nancy-Nice) ainsi que deux Trophées des Champions en 2006 et 2008.
De 2003 à juin 2009, il est conseiller technique régional en arbitrage (CTRA) pour la Ligue de Bretagne de football, et entre septembre 2006 et juin 2009 il s'occupe également d'une section sport étude arbitrage dans un lycée d'Avranches qui a pour but de former des jeunes arbitres. C'est également à cette période que la Ligue de Bretagne décide de mener une formation d'arbitre en milieu carcéral. 
En juillet 2009, il devient manager des arbitres de Ligue 1, et pour cette raison arbitre quasi exclusivement en Ligue 2. Sa carrière d'arbitre prend fin en mai 2010.
Devenu arbitre international en 2002, il est sélectionné par la FIFA pour arbitrer la Coupe du monde U17 (moins de 17 ans) en août 2007 (Corée du Sud). De janvier 2007 à janvier 2010, il est membre de la « Top list UEFA »  qui regroupe les 20 meilleurs arbitres européens, et à ce titre arbitre plusieurs fois en ligue des champions (quarts-de-finale en 2007) et en Coupe de l'UEFA (demi-finale en 2007). 
Au fil des saisons, Bertrand Layec essaie de véhiculer les valeurs d'exemplarité, de respect et d'humilité sur et en dehors du terrain, participant notamment aux mouvements "Foot Citoyen" et "Hors-jeu la Violence".
En 2009, Bertrand Layec est nommé par la F.F.F. observateur et instructeur de l'UEFA. Très rapidement il est apprécié par ses compétences et reconnu par l'instance internationale. Il est désigné très souvent pour observer de jeunes et prometteurs arbitres européens ainsi que des arbitres de haut niveau. Il observe entre autres plusieurs demi-finales européennes ces dernières saisons.
Il devient en France, après la réforme de l'arbitrage français en 2013, directeur technique adjoint de la DTA chargé du management du secteur professionnel de l'arbitrage.

## Récompenses
Trophée UNFP Arbitre
- 2004
- 2007

Meilleur arbitre français
- Saison 2001-2002
- Saison 2002-2003
- Saison 2007-2008
- Saison 2008-2009.

## Statistiques
| Saison    | Compétitions          | Nbre de matchs | Cartons jaunes | Cartons rouges |
| --------- | --------------------- | -------------- | -------------- | -------------- |
| 2006-2007 | Coupe de la Ligue     | 1              | 5              | 0              |
| 2006-2007 | Ligue 1               | 18             | 64             | 2              |
| 2006-2007 | Ligue 2               | 5              | 19             | 3              |
| 2006-2007 | Trophée des champions | 1              | 3              | 0              |
| 2007-2008 | Coupe de la Ligue     | 2              | 7              | 0              |
| 2007-2008 | Ligue 1               | 20             | 77             | 5              |
| 2007-2008 | Ligue 2               | 4              | 10             | 1              |
| 2008-2009 | Coupe de la Ligue     | 1              | 4              | 0              |
| 2008-2009 | Ligue 1               | 20             | 60             | 4              |